# Macrophyllum macrophyllum
Genre
Espèce
Statut de conservation UICN

 LC  : Préoccupation mineure
Macrophyllum macrophyllum est une chauve-souris d'Amérique du Sud et d'Amérique centrale, unique représentant du genre Macrophyllum.
Elle chasse à la surface des lacs et ruisseaux à cours lent, où elle capture les insectes voletant au-dessus de l'eau ou posés à sa surface, et ce à la manière de Noctilio leporinus et Myotis daubentonii.